# Revolution (tidning)
Revolution är en trotskistisk/marxistisk tidskrift som ges ut av organisationen Revolution, den svenska sektionen av Internationella marxistiska tendensen.
Tidningen kommer ut 11 gånger per år och består av 20–24 sidor som "analyserar de ekonomiska förutsättningarna för klasskampen, situationen i arbetarrörelsen – och avsätter alltid ett antal sidor till klasskampens framsteg internationellt, liksom fördjupningar i marxistisk teori och arbetarhistoria".
I korthet rapporterar tidningen om politisk kamp, arbetarklassens liv, internationella analyser, historia, intervjuar fackliga aktivister samt skriver om marxistisk teori och mycket annat.
Tidningen brukar saluföras på gator, torg och vid demonstrationer primärt i Stockholm, Lund, Malmö, Umeå och Göteborg. Tidningen levereras även via post direkt hem till dem som valt att prenumerera, men saluförs även på Revolutions bokförlag Stormklockans hemsida.